# 오바타 유마
오바타 유마(일본어: 小畑 裕馬, 2001년 11월 7일~)는 일본의 축구 선수이다.

## 구단 경력
2020년 J1리그의 베갈타 센다이에 입단하였다. 2022년 J2리그에 강등하였다. 2025년 J1리그의 아비스파 후쿠오카로 이적했다.

## 국가대표팀 경력
그는 2022년 아시안 게임에 참가할 일본 U-23 국가대표팀에 발탁되었으며, 준우승에 기여했다.